# メナード郡 (イリノイ州)
メナード郡（英: Menard County）は、アメリカ合衆国イリノイ州の中央部に位置する郡である。2010年国勢調査での人口は12,705人であり、2000年の12,486人から1.8％増加した。郡庁所在地はピーターズバーグ（人口2,260人）であり、同郡で人口最大の都市でもある。
メナード郡はスプリングフィールド大都市圏に属している。

## 歴史
メナード郡は1839年にサンガモン郡から分離して設立された。郡名はイリノイ州初代副知事を務めたピエール・メナードに因んで名付けられた。

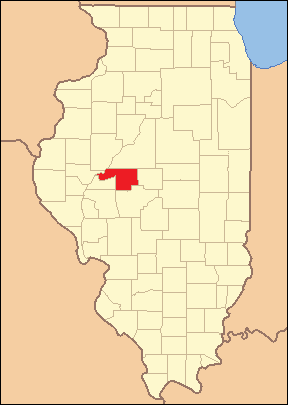
1839年創設時の郡領域
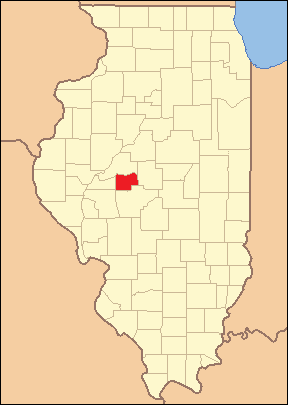
1841年から現在の領域

## 地理
アメリカ合衆国国勢調査局に拠れば、郡域全面積は315.46平方マイル (817.0 km2)であり、このうち陸地314.44平方マイル (814.4 km2)、水域は1.02平方マイル (2.6 km2)で水域率は0.32％である。

### 主要高規格道路
- イリノイ州道29号線
- イリノイ州道97号線
- イリノイ州道123号線

### 隣接する郡
- メイソン郡 - 北
- ローガン郡 - 東
- サンガモン郡 - 南
- カス郡 - 西

## 気候と気象
近年、郡庁所在地であるピーターズバーグ市の平均気温は1月の17°F (-8 ℃) から7月の87°F (31 ℃) まで変化している。過去最低気温は1905年2月に記録された-24°F (-31 ℃) であり、過去最高気温は1954年7月に記録された112°F (44 ℃) である。月間降水量は1月の1.62インチ (41 mm) から5月の4.06インチ (103 mm) まで変化している。

## 人口動態
以下は2000年国勢調査による人口統計データである。
| 基礎データ - 人口: 12,486人 - 世帯数: 4,873 世帯 - 家族数: 3,552 家族 - 人口密度: 15人/km2（40人/mi2） - 住居数: 5,285軒 - 住居密度: 6軒/km2（17軒/mi2） 人種別人口構成 - 白人: 98.59% - アフリカン・アメリカン: 0.38% - ネイティブ・アメリカン: 0.22% - アジア人: 0.17% - その他の人種: 0.25% - 混血: 0.39% - ヒスパニック・ラテン系: 0.75% 先祖による構成 - ドイツ系：32.6％ - アメリカ人：17.4％ - イギリス系：15.0％ - アイルランド系：10.1％ | 年齢別人口構成 - 18歳未満: 26.5% - 18-24歳: 6.8% - 25-44歳: 28.9% - 45-64歳: 24.6% - 65歳以上: 13.2% - 年齢の中央値: 38歳 - 性比（女性100人あたり男性の人口） - 総人口: 96.2 - 18歳以上: 92.0 世帯と家族（対世帯数） - 18歳未満の子供がいる: 36.1% - 結婚・同居している夫婦: 60.7% - 未婚・離婚・死別女性が世帯主: 9.1% - 非家族世帯: 27.1% - 単身世帯: 23.8% - 65歳以上の老人1人暮らし: 10.3% - 平均構成人数 - 世帯: 2.52人 - 家族: 2.99人 収入と家計 - 収入の中央値 - 世帯: 46,596米ドル - 家族: 52,995米ドル - 性別 - 男性: 36,870米ドル - 女性: 27,010米ドル - 人口1人あたり収入: 21,584米ドル - 貧困線以下 - 対人口: 8.2% - 対家族数: 6.1% - 18歳未満: 12.5% - 65歳以上: 6.0% |

## 都市と町
- ピーターズバーグ - 郡庁所在地
- アセンズ
- グリーンビュー
- オークフォード
- タルラ

## 未編入の町
- アッターベリー
- ファンシープレーリー
- ハブリー
- スウィートウォーター
- タイス
- ボブタウン